# Pallavi Joshi
Pallavi Joshi, née le 4 avril 1969 à  Bombay, est une actrice du cinéma indien et de la télévision.  En 1992, elle reçoit le National Film Award - Prix du jury long métrage (en), pour le film Woh Chokri (en) (1992). 

## Filmographie
- 2021 The Kashmir Files (en)
- 2019 The Tashkent Files (en) : Aiysha Ali Shah
- 2017 Grahan : Rama
- 2017 Peshwa Bajirao (en) : Tarabai Mohite  (série télé)
- 2016 Buddha in a Traffic Jam (en)
- 2015-16 Meri Awaaz Hi Pehchaan Hai (en) (série télé)
- 2013 Prem Mhanje Prem Mhanje Prem Asta (en)
- 2009 Rita (en) : Rita (série télé)
- 2004 Kkehna Hai Kuch Mujhko (en) (série télé)
- 2002 Justujoo (en) (série télé)
- 1999 Chocolate (téléfilm)
- 1998 Alpviram (en) : Amrita
- 1996 Yeh Kahan Aa Gaye Hum (en) (série télé)
- 1996 The Making of the Mahatma (en) : Kasturba Gandhi
- 1996 Aarohan (en) (série télé)
- 1995 Imtihaan (en) (téléfilm)
- 1994 Woh Chokri (en) :  Afsara / Dulari / Tunni (téléfilm)
- 1994 Ilayum Mullum (en) : Santha - Malayalam
- 1994 Insaniyat (en) : Munni
- 1993 Suraj Ka Satvan Ghoda (en) : Lily
- 1993 Meri Pyari Nimmo
- 1992 Talaash (en) (série télé)
- 1992 Tahalka : Julie
- 1992 Priya
- 1992 Panaah (en) : Mamta
- 1992 Mangni
- 1991 Rukmavati Ki Haveli (en)